# ابن مليح السراج
محمد بن أحمد بن عبد العزيز بن محمد القيسي، الشهير بالسراج الملقب بابن مليح. رحالة من أهل مراكش . لا يعرف شيء من تاريخ ميلاده و لا وفاته إلا مخطوط رحلته المسماة أنس الساري والسارب من أقطار المغارب إلى منتهى الآمال والمآرب سيد الأعاجم والأعارب.

## رحلته
عرف برحلته المسماة أنس الساري والسارب من أقطار المغارب إلى منتهى الآمال والمآرب سيد الأعاجم والأعارب و التي هي تدوين لرحلته إلى الحجاز . تعتبر هذه الرحلة فريدة من نوعها لأن صاحبها - ابن مليح - قصد الحجاز على طريق الصحراء مخترقا بلاد درعة و توات و تديكلت في أيام حكم الوليد بن زيدان سنة 1040 هـ . و خلال رحلته وصف المراحل التي قطعها في الصحراء المغربية إلى أن وصل بلاد فزان ثم تابع السير قاطعا البلاد الطرابلسية إلى ان دخل القطر المصري ورافق الركب .